# 亨特道格拉斯
亨特道格拉斯是荷蘭上市公司，主营业务是窗簾和建築材料產品，在全球70多个国家有业务，被認為是"窗簾"的全球領導品牌製造商。它的首席執行長 Sonnenberg 擁有該公司80％的股票，估計以價值為NTD 480億，[3]這使他成為在荷蘭最富有的人。[4]
亨特道格拉斯總部設在荷蘭鹿特丹，以及在瑞士盧塞恩管理辦公室。該公司由167家公司與68間製造廠和99間組裝工廠，以及在全球100多個國家擁有銷售機構。全球雇员超过20000人。

## History
1919年，Henry·Sonnenberg在德國杜塞爾多夫成立生產機台經銷公司。1933年納粹上台，所以他把公司搬到荷蘭，生产机械工具。1940年，他移居美國，創辦了道格拉斯機械公司。
1946年，Sonnenberg與Joe Hunter合資建立铝制品生产厂。”[5]這開啟了生產線量產輕型鋁製的百葉窗。
1956年，由于公司政策上的分歧，Henry·Sonnenberg出售美國業務。並將亨特的總部遷至加拿大的蒙特利爾，[5]亨特應用他的歐洲機械業務為基礎，从1960年至1980年，把业务逐渐扩展到欧洲、澳洲和拉丁美洲。
1969年，亨特道格拉斯集團上市，其股票被列在蒙特利爾和阿姆斯特丹證券交易所。
2023年，亨特道格拉斯集團被3G Capita收購。